# Iivakivi
Iivakivi är det tredje studioalbumet av det estniska folk metal-bandet Metsatöll. Det gavs ut 24 februari 2008 av Nailboard Records på CD samt i en begränsad upplaga på 1 000 exemplar i en träbox med bonusmaterial. Albumet släpptes även på vinyl, också i en begränsad upplaga på 500 exemplar. På skivan spelas, utöver de instrumenten som vanligen återfinns i ett metalalbum såsom elgitarr, elbas och trumset, även traditionella folkmusikinstrument som timpani, säckpipa, kantele och mungiga.
All musik och text är skriven, arrangerad och producerad av Metsatöll. Albumet spelades in i november 2007 i Forwards Studios, Tartu och mastrades av Kristo Kotkas i Sinusoid studio. Översättning av titlar och texter på albumet gjordes av den tidigare bandmedlemmen och trummisen Silver "Factor" Rattasepp. Verket på omslagsbilden är gjort av konstnären Jüri Arrak. Albumet är designat av bandet tillsammans med Andres Toom.
Metsatöll tilldelades för Iivakivi utmärkelsen Årets metallakt på Eesti Muusikaauhinnad-galan (Estonian Music Awards) 2009.

## Musiker

### Bandmedlemmar
- Markus "Rabapagan" Teeäär – sång, rytmgitarr
- Lauri "Varulven" Õunapuu – gitarr, sång, säckpipa, flöjt, cittra, mungiga och andra folkmusikinstrument
- Raivo "KuriRaivo" Piirsalu – bas, kontrabas, bakgrundssång
- Marko Atso – trummor, timpani, percussion, bakgrundssång

### Övrig medverkan
- Andres Toom - design
- Lauri Liivak - inspelning
- Kristo Kotkas - mastring
- Jüri Arrak - omslagsbild

## Låtlista
Estniska titlar
1. Iivakivi
2. Merehunt
3. Hetk enne lahingut
4. Sõjasarv
5. Veelind
6. Isa süda
7. Metsaviha
8. Rauast sõnad
9. Va lendva
10. Äikesepoeg

Översättning av låttitlarna till engelska, av Silver Rattasepp
1. Iivakivi (The Fertility Stone)
2. Seawolf
3. The moment before battle
4. Battle horn
5. Birds from water
6. Father`s heart
7. Woodwrath 3
8. Words of iron
9. Witching arrow
10. Son of thunder